# José Luís Gómez Ríos
José Luís Gómez Ríos (* in Maracaibo, Venezuela) ist ein spanischer Violinist und Dirigent venezolanischer Herkunft.

## Musikalische Karriere
Gómez begann seine musikalische Karriere als Violinist und studierte am Konservatorium seiner venezolanischen Geburtsstadt Maracaibo und  schloss später ein Musik- und Violinstudium an der Manhattan School of Music in New York ab.
Bereits im Alter von elf Jahren war er Konzertmeister des Jugendorchesters der Region Zulia, einem Mitglied des Sistema de Orquestas Juveniles e Infantiles de Venezuela, das durch den Dirigenten Gustavo Dudamel berühmt geworden ist. Später war Gómez Mitglied des Gustav Mahler Jugendorchesters, wo er unter Claudio Abbado, Mariss Jansons, Iván Fischer und Franz Welser-Möst musizierte. Da er mehr kreativen Einfluss auf musikalische Entscheidungen nehmen wollte, nahm Gómez Dirigierunterricht bei Lü Jia beim Symphony Orchestra of Tenerife, Tang Muhai und John Nelson. 
Seitdem hat er mit dem RTVE National Symphony Orchestra Madrid, dem Houston Symphony Orchestra, dem National Arts Centre Orchestra Ottawa, den Hamburger Symphonikern, der Basel Sinfonietta, dem Orchestra of Castille y Leon, dem Orquesta Sinfonica do Porto, dem Grand Rapids Symphonieorchester, dem Macao Symphonie-Orchester und dem Orchester 1813 des Teatro Sociale di Como zusammengearbeitet. Mit letztgenannten brachte er Mozarts Hochzeit des Figaro als Teil der ASLCIO Opera Association in der italienischen Lombardei in mehreren Konzerten in der gesamten Region zur Aufführung. José Luís Gómez ist mittlerweile Chefdirigent des Orchestra Teatro Social di Como.
Nachdem er nach einer selten einstimmigen und sensationellen Juryentscheidung im September 2010 den ersten Preis des Internationalen Sir Georg Solti Dirigentenwettbewerbs in Frankfurt erhielt, wurde ihm internationale Aufmerksamkeit zuteil. Das hr-Sinfonieorchesters unter Paavo Järvi berief ihn zum Assistenzdirigenten. Diese Position wurde speziell für Gómez direkt nach Abschluss des Wettbewerbs eingerichtet. Das hr-Sinfonieorchester hat er inzwischen mehrfach mit großem Erfolg dirigiert, unter anderem bei den Neujahrskonzerten in Wiesbaden und beim Music Discovery Project 2012 und 2013. Des Weiteren ging er mit dem Orchester auf Schultour.
Symphonische Höhepunkte der Spielzeit 2012/13 waren Debüts von Goméz mit dem Royal Liverpool Philharmonic Orchestra, den Symphonieorchestern in Colorado, Vancouver, Edmonton und Pasadena sowie erneute Arbeiten mit dem Orquesta Sinfonica de Castilla y Leon, dem Orquestra Sinfônica Brasileira in Rio de Janeiro sowie dem Elgin Symphonieorchester.
Operndirigate waren u. a. Aufführungen von La Bohème an der Frankfurter Oper sowie Der fliegende Holländer und Rossinis La Cenerentola an der Oper Stuttgart.